# خا-۳۸
خا-۳۸ (روسی: X-38) خانواده‌ای از موشک‌های هوابه‌سطح ایستاده است که قرار است جانشین خانواده موشک‌های خا-۲۵ و خا-۲۹ شود. خا-۳۸ همچنین به عنوان پایه‌ای برای خا-۳۶ بدون نیرو و موتور گلاید-بمب عمل می‌کند.

## طراحی و توسعه

پیکربندی اولیه خا-۳۸ام در نمایشگاه هوایی مسکو (MAKS) در سال ۲۰۰۷ نشان داده شد. اولین نمونه‌های اولیه این موشک در ابتدا دارای بال و دم تاشو برای حمل داخلی بودند و دارای سرهای جستجوگر متنوعی برای انواع مختلف بودند. همچنین می‌توان بر روی آن کلاهک‌های مختلف (تکه‌شکن، مهمات خوشه‌ای، نفوذی) نصب کرد. خا-۳۸ام قرار است جانشین خانواده موشکی خا-۲۵ و خا-۲۹ شود. این موشک می‌تواند توسط هواپیماهای جنگی مانند سوخو ۳۴ و سوخو-۵۷ استفاده شود و قرار است روی هلیکوپتر کاموف کا-۵۲کی ادغام شود. اولین شلیک آزمایشی در سال ۲۰۱۰ توسط سوخو-۳۴ انجام شد و دستور تولید آن در سال ۲۰۱۵ آغاز شد.
در یک نسخه متوالی که در نمایشگاه هوایی روسیه ۲۰۱۷ رونمایی شد، هر دو سطح کنترلی با سطوح ثابت بلندتر و باریک‌تر جایگزین شدند، راه حلی مشابه آنچه در موشک سلنیا آسپاید استفاده شده بود.

## سابقه عملیاتی
خا-۳۸ام اولین بار در طول مداخله نظامی روسیه در جنگ داخلی سوریه در نبرد مورد استفاده قرار گرفت. همچنین در طول تهاجم سال ۲۰۲۲ به اوکراین مورد استفاده قرار گرفت.

## انواع

### خا-۳۸
- خا-۳۸ام‌ای - رادار فعال، اینرسیال[۳]
- خا-۳۸ام‌کی - اینرسی، هدایت ماهواره‌ای[۳]
- خا-۳۸ام‌ال - هدایت لیزری اینرسی، نیمه فعال[۳]
- خا-۳۸ام‌تی - هدایت مادون قرمز تصویربرداری اینرسی[۳]

### خا-۳۶
- خا-۳۶ گروم-ئی۱ - نسخه کمک موشکی گروم-ئی۲. گاهی به عنوان یک بمب موشک هیبریدی گلاید نامیده می‌شود. مشتقات موشک کروز تاکتیکی ای‌اس-۲۳/ای‌جی‌ام با برد ۱۲۰ کیلومتر
- خا-۳۶ گروم-ئی۲ - بمب هدایت شونده ای‌اس-۲۳بی/کی‌ای‌بی با برد ۵۰ کیلومتر[۱۰]

هر دو نسخه گروم ۶۰۰ کیلوگرم هستند، با مکانیسم‌های مختلف هدایت، و هر دو بر اساس موشک تاکتیکی کوتاه برد خا-۳۸ام ایجاد شده و همچنین دارای ساختار مدولار، کلاهک و جستجوگر هستند. این سلاح اولین بار در نمایشگاه هوایی روسیه ۲۰۱۵ مشاهده شد و برای تجهیز انواع جنگنده‌ها از جمله میگ-۳۵ و سو-۵۷ در نظر گرفته شد.